# Hololena parana
Espèce
Hololena parana est une espèce d'araignées aranéomorphes de la famille des Agelenidae.

## Distribution
Cette espèce est endémique de Nevada aux États-Unis,.

## Publication originale
- Chamberlin & Ivie, 1942 : Agelenidae of the genera Hololena, Novalena, Rualena and Melpomene. Annals of the Entomological Society of America, vol. 35, p. 203-241.